# Lekkie dywizje piechoty III Rzeszy
Lekkie dywizje piechoty III Rzeszy (niem. leichte Infanterie-Divisionen) – niemieckie dywizje z czasów II wojny światowej. Od dywizji piechoty różniły się mniejszą ilością pułków piechoty (2 zamiast 3). Większość lekkich dywizji piechoty przekształcono w 1942 r. w dywizje strzelców (niem. Jäger-Divisionen). Z jednej, 99 Dywizji utworzono dywizję górską. 
Nie należy ich mylić z lekkimi dywizjami pancernymi. Miały strukturę podobną do dywizji strzelców. 
Lista niemieckich lekkich dywizji piechoty
- 5 Dywizja Piechoty Lekkiej (III Rzesza), później 5 Dywizja Strzelców (III Rzesza),
- 8 Dywizja Piechoty Lekkiej (III Rzesza), później 8 Dywizja Strzelców (III Rzesza),
- 28 Dywizja Piechoty Lekkiej (III Rzesza), później 28 Dywizja Strzelców (III Rzesza)
- 90 Dywizja Piechoty Lekkiej (III Rzesza), dostała się do niewoli w Afryce, odtworzona jako 90 Dywizja Grenadierów Pancernych,
- 97 Dywizja Piechoty Lekkiej (III Rzesza), później 97 Dywizja Strzelców (III Rzesza),
- 99 Dywizja Piechoty Lekkiej (III Rzesza), później 7 Dywizja Górska (III Rzesza),
- 100 Dywizja Piechoty Lekkiej (III Rzesza), później 100 Dywizja Strzelców (III Rzesza),
- 101 Dywizja Piechoty Lekkiej (III Rzesza), później 101 Dywizja Strzelców (III Rzesza),
- 164 Lekka Dywizja Afrykańska (III Rzesza), dostała się do niewoli w Afryce, nie została odtworzona.
- 999 Lekka Dywizja Afrykańska, dostała się do niewoli w Afryce, nie została odtworzona.